# Figli di lusso
Figli di lusso (Sweepings) è un film del 1933 diretto da John Cromwell.
Pellicola statunitense che affronta il problema del passaggio di consegne tra una generazione e la seguente, tanto più difficile quando una famiglia ha raggiunto un tale benessere da rendere difficilmente concepibile per i figli sostenere sacrifici anche solo paragonabili a quelli compiuti dai genitori.

## Trama
Dopo la devastazione del grande incendio di Chicago, Thane Pardway accoglie il fratello Daniel e sua moglie Abigail, provenienti da New York, convinto di offrir loro un'occasione in vista della ricostruzione cui si auspica potrà seguire una ripresa economica.
Con enormi sacrifici, Daniel e sua moglie sistemano così un vecchio magazzino posto in un luogo che potrà essere molto redditizio per un emporio, se la città avrà lo sviluppo atteso.
In effetti, già dall'inaugurazione, l'emporio denominato "Bazaar" raccoglie grande successo. E gli anni a venire saranno una costante crescita per l'attività che risulterà un riferimento al centro di una metropoli opulenta quale sarà diventata Chicago.
Daniel Pardway accresce la sua fortuna e, parallelamente, la sua famiglia. Dopo la nascita del quarto figlio perde però l'amatissima moglie Abigail. I figli crescono così con il solo padre, che non farà mancar loro niente.
Il fedelissimo dipendente Abe Ullman, che non ha mai chiesto niente per sé, ormai vicino al pensionamento, chiede a Pardway che è disposto a riconoscergli qualsiasi cifra, una quota dell'azienda. Pardway resta però sorpreso e indispettito da questa richiesta che rifiuta. L'azienda è una sua creatura e lui vuole che resti sempre della sua famiglia. Resosi conto però di non poter reggere più tutto il peso da solo, si rivolge ai figli perché lo sostituiscano gradualmente alla guida dell'impresa.
Per vari motivi, ognuno dei figli interpellati, declinerà l'invito ad assumersi l'onere e l'onore di gestire la fortuna che il padre ha creato da zero con enormi sacrifici. Quando apprende da Abe che due suoi figli gli hanno venduto le quote che lui aveva ceduto loro, comprende l'estrema lealtà del dipendente ed amico e realizza il suo fallimento di padre. Convoca quindi i figli e dà loro un ultimatum trascorso il quale tutte le quote residue saranno cedute ad Abe, l'unica persona a questo punto degna di detenerle.
Senza avere avuto rassicurazioni, Daniel Pardway si accascia profondamente deluso e disperato, dopo di che suo figlio Fred esprime la volontà di provarci.